# Phyllanthus pendulus
Phyllanthus pendulus är en emblikaväxtart som beskrevs av William Roxburgh. Phyllanthus pendulus ingår i släktet Phyllanthus och familjen emblikaväxter.
Artens utbredningsområde är Bangladesh. Inga underarter finns listade i Catalogue of Life.